# 佐治乾
佐治 乾（さじ すすむ、1929年1月13日 - 2001年2月7日）は、日本の脚本家。
兵庫県出身。関西大学文学部英文学科卒業。主に映画、テレビドラマなどを手掛けた。生前は脚本家事務所・ラグス所属。

## 略歴
大学在学中より官能小説を中心とした投稿作家として多額の賞金を稼ぎ、卒業後、脚本家の八木保太郎に師事。
1954年、映画『ママの日記』でデビュー。1955年、日活と契約。1959年、東映に移り、50年代は日活、60年代は主に東映アクション、サスペンスものを多数執筆した。
珍しい名前のため、最初に名前を聞いた者からは、誰かの変名かペンネームかと思われたという。特に『恋と太陽とギャング』（石井輝男監督）、『誇り高き挑戦』（深作欣二監督）など現代ギャングものに才能を発揮し、1970年には日活ニューアクションの傑作『反逆のメロディー』を執筆。後フリーに転じ、以降はロマンポルノやテレビの刑事ドラマにも手を広げ、『ワイルド7』『大都会 PARTII』などのメインライターを務める一方、『南極物語』などの大作映画にも傾斜し、ジャンルに囚われない仕事ぶりを見せた。
門下生には北川悦吏子、伴一彦らがいる。映画『身も心も』（1997年）に、初老の男役で出演している。
2001年2月7日、肺炎のため死去。72歳没。

## 主な作品

### 劇場映画
- ママの日記（1954年、東京映画） - 北村勉と共同
- 少年死刑囚（1955年、日活） - 片岡薫と共同
- 幼きものは訴える（1955年、日活） - 八木保太郎と共同
- 泣け！日本国民 最後の戦斗機（1956年、日活） - 川瀬治、大塚道夫と共同
- 女豹とならず者（1957年、日活） - 若井基成、土岐英史と共同
- 狂った関係（1957年、日活） - 陶山鉄と共同
- 九人の死刑囚（1957年、日活） - 片岡薫と共同
- 暗黒街の美女（1958年、日活）
- 海女の岩礁（1958年、日活） - 直居欽哉と共同
- 影なき声（1958年、日活） - 秋元隆太と共同
- 獣の通る道（1959年、東映東京）
- 海のGメン 暁の急襲隊（1959年、東映東京）
- 消えた密航船（1960年、東映東京）
- 花と嵐とギャング（1961年、ニュー東映）
- 恋と太陽とギャング（1962年、東映東京） - 石井輝男と共同
- 特別機動捜査隊 東京駅に張り込め（1963年、東映東京） - 永田俊夫と共同
- ギャング同盟（1963年、東映東京） - 秋元隆太、深作欣二と共同
- 非行少年（1964年、日活） - 河辺和夫と共同
- 血と砂（1965年、東宝=三船プロ） - 岡本喜八と共同
- ゴキブリ部隊（1966年、東映東京） - 小山幹夫、鈴樹三千夫と共同
- 北海の暴れ竜（1966年、東映東京） - 神波史男と共同
- 組織暴力（1967年、東映東京） - 鈴樹三千夫と共同
- 大奥(秘)物語大（1967年、東映京都） - 国弘威雄、掛札昌裕、金子武郎と共同
- 日本暗黒史情無用（1968年、東映京都） - 小野竜之介と共同
- 橋のない川 第二部（1970年、ほるぷ映画） - 今井正と共同
- 反逆のメロディー（1970年、日活） - 蘇武路夫と共同
- スパルタ教育くたばれ親父（1970年、日活） - 中野顕彰と共同
- まむしの兄弟 傷害恐喝十八犯（1972年、東映京都） - 蘇武路夫と共同
- 百万人の大合唱（1972年、東宝） - 構成
- ポルノ時代劇 忘八武士道 (1973年、東映)
- OL日記 猥褻な関係（1975年、日活）
- 新仁義なき戦い 組長の首（1975年、東映京都） - 田中陽造、高田宏治と共同
- 宇能鴻一郎の濡れて立つ（1976年、日活）
- 生贄の女たち（1978年、東映セントラルフィルム=東映芸能ビデオ） - 山本晋也と共同
- 人妻集団暴行致死事件（1978年、日活）
- 殺人遊戯（1978年、東映セントラルフィルム） - 播磨幸治と共同
- 鉄騎兵、跳んだ（1980年、にっかつ） - 田中晶子と共同
- レイプウーマン 淫らな日曜日（1981年、にっかつ） - 瀬山節雄と共同
- 南極物語（1983年、フジテレビジョン=学習研究社） - 蔵原惟繕、野上龍雄、石堂淑朗と共同
- 残酷!少女タレント（1984年、にっかつ）
- 妖女伝説'88（1988年、にっかつ）
- 身も心も（1997年、東映ビデオ／東北新社）- ※ 初老の男 役で出演（脚本・監督は荒井晴彦）

### ビデオ映画
- 復讐の掟 ROGUE COP（1992年、東映ビデオ=セントラル・アーツ）
- 極道記者2 馬券転生篇（1994年、大映）

### テレビドラマ

#### 連続
- 波止場（TBS）
- 黄色い風土（NET）
- 裸の街（NET）
- キイハンター（TBS）
- 大江戸捜査網（東京12ch）
- 特別機動捜査隊（NET）
- ワイルド7（NTV）
- 非情のライセンス（NET）
- 特捜記者（KTV/CX）
- 新宿警察（CX）
- 大都会 PARTII（NTV）
- 大追跡（NTV）
- 大空港（CX）
- 大都会 PARTIII（NTV）
- 探偵物語（NTV）
- 愛のホットライン（CX）
- ゴリラ・警視庁捜査第8班（ANB）
- 勝手にしやがれヘイ!ブラザー（NTV）
- 外科病棟 女医の事件ファイル（ANB）

#### 単発
- 土曜ワイド劇場（ANB）
  - 追いかけろ!
  - 二つの夫をもつ女
  - 仮面の花嫁
  - 二重誘拐
  - 幻の女 離婚殺人の罠
  - 逆転誘拐
  - 女相続人のさけび - 伴一彦と共同
  - 奥飛騨二重心中
  - 妻にすりかわった女
- 火曜サスペンス劇場（NTV）
  - 妻たちの昼下り
  - 真夜中の妻たち
  - 髪 - 中本博通と共同
  - 霊感を呼ぶ女たち - 斎藤信幸と共同
- ヨコハマ物語（NTV）
- 月曜女のサスペンス（TX）
  - 赤い殺意の館 - 北川悦吏子と共同